# وی سی وین-ادواردز
وی سی وین-ادوارز (انگلیسی: V. C. Wynne-Edwards; ۴ ژوئیهٔ ۱۹۰۶ – ۵ ژانویهٔ ۱۹۹۷) دانشمند در زمینه جانورشناسی اهل بریتانیا بود. او بیشتر به خاطر طرفداری از انتخاب گروهی معروف بود، نظریه ای که انتخاب طبیعی در سطح گروه عمل می‌کند.
وی همچنین برندهٔ جوایزی همچون همکار انجمن سلطنتی شده‌است.